# Данелаг

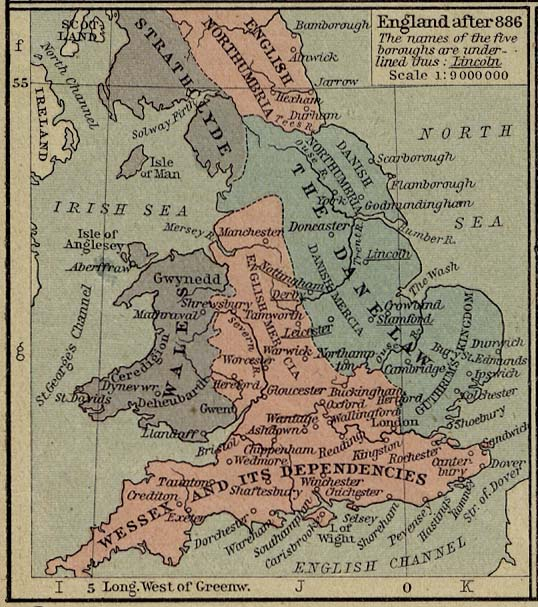
Данелаг на карті Англії 886 року (синій колір)

Данелаг (область данського права; давн-англ. Dena lagu; дан. Danelagen; англ. Danelaw) — територія у північно-східній частині Англії, що відзначається особливими правовою та соціальною системами, успадкованими від данських вікінгів, які завоювали ці землі в IX столітті. Після відновлення влади англосаксонських королів над Данелагом на початку X століття скандинавське право і звичаї були збережені, а багато з них перейшли до загальноанглійської практики. Специфіка юридичної системи північно-східної Англії пережила нормандське завоювання й продовжувала існувати упродовж всього Середньовіччя.

## Географія
Географічно Данелаг поділяється на чотири крупних регіони:
- Нортумбрія;
- «Область П'яти бургів» (або Союз П'яти міст) (Лінкольн, Ноттінгем, Лестер, Дербі і Стемфорд);
- Східна Англія;
- південно-східна частина Середньої Англії (Ессекс, Кембриджшир, Бедфордшир, Бекінгемшир).

Приблизний кордон між Данелагом та англосаксонською територією проходив у північно-західному напрямку від Лондона до Честера.
Хоча соціальна структура різних частин Данелагу сильно відрізнялась, в цілому всі області Данелагу завдяки своїй етнічній та соціально-правовій своєрідності утворювали єдину територію, що різко відрізнялась від решти Англії.

## Історія Данелага
Атаки скандинавських вікінгів на узбережжя Британії почались іще наприкінці VIII століття. Первинно це були норвежці, які 793 року розграбували Ліндісфарн, а невдовзі заснували колонії в Ірландії, на Оркнейських і Шетландських островах. У першій половині IX століття почались набіги данів. Дезінтеграція данської держави в середині IX століття дозволила вікінгам перейти до систематичного завоювання Англії. Перша велика армія данів висадилась на узбережжі Східної Англії у 865 році на чолі з Іваром і Гальфданом, синами данського конунга Рагнара Лодброка. Зробивши Східну Англію своєю сухопутною базою, у 866 році вікінги захопили Йорк, а потім розгромили армію Нортумбрії й посадили на престол цього королівства свого ставленика. Підкоривши всю Східну Англію, у 870 році вирушили на Вессекс й розбили табір у районі Редінга. Хоч англосаксам вдалось здобути перемогу в битві під Ешдауном, це не зупинило просування вікінгів, і король Альфред був змушений купити перемир'я. У 873 році данці захопили східну частину Мерсії й посадили на престол іншої частини свого ставленика Келвульфа. Данські військові сили постійно підкріплювались прибуттям до Англії нових скандинавських загонів.
До 876 року належить перший територіальний поділ завойованих земель між данськими арміями, що свідчить про перехід вікінгів до осілого життя. У 877 році у східній Мерсії базувалось кілька армій данів, що поклали початок «області П'яти бургів». Просування вікінгів було зупинено лише 878 року в результаті перемоги англосаксонської армії Альфреда Великого під Еддінгтоном, що забезпечило збереження незалежності Вессексу й призвело до об'єднання решток англосаксонських королівств у єдину державу. У 886 році Альфред Великий відбив у данів Лондон й уклав мирну угоду з вождем вікінгів Східної Англії Гутрумом, відповідно до якої було визнано незалежність обох держав й установлено західний кордон данських володінь. Цей документ поклав початок існуванню Данелагу як особливого державного утворення, що управлялось власними законами. Угодою 886 року було також зафіксовано громадянську рівність англосаксів та вікінгів на території Данелагу. У 892—896 роках на узбережжі Вессексу висадилась нова армія вікінгів, на допомогу яким прийшли дани Східної Англії та Йоркшира. Однак королю Альфреду вдалось створити систему національного захисту і власний флот, що дозволило дати відсіч вікінгам.
До початку X століття скандинави займали територію від Темзи до Тісу, перейшли до осілого господарства і створили власну соціальну організацію. Політичної єдності між різними територіями Данелагу не було, однак у випадку війни вони об'єднувались проти англосаксів. До систематичних наступів на данські землі англосаксонська держава перейшла у період правління Едварда Старшого. До 919 року, після кількох років безперервних походів на Данелаг, владу англосаксонських монархів визнала вся Англія на південь від Гамбера. Входження до складу Англії, все ж, не призвело до змін у етнічному складі та соціальній структурі чи введення англосаксонських правових норм. Данелаг залишився фактично автономним регіоном. Однак, поки англійські королі відновлювали свою владу у Середній Англії, до Нортумбрії вторглись норвезькі вікінги з Ірландії, які заснували власне незалежне королівство у Йорку. У 937 році англосаксам вдалось завдати нищівної поразки об'єднаним військам скандинавських королів Йорка і Дубліна під Брунанбургом, однак, вже у 939 році дублінський король Олаф I Гутфрітссон знову зайняв Йорк й наступного року вторгся до Англії. За угодою 940 року йому поступились областю колишнього Союзу П'яти міст, щоправда за два роки ця територія повернулась під владу англосаксів. У 944 році, новий король Йорка Олаф II Куаран очолив вторгнення норвежців на територію Англії, однак напад було відбито, причому жителі Данелагу підтримали англосаксонського короля, що дозволило королю Едмунду I знову відновити владу королів Англії над Йорком. У 947 році вікінги знову захопили місто. Боротьба за Йорк тривала зі змінним успіхом упродовж кількох десятиліть, допоки 954 року Йоркське королівство не увійшло остаточно до складу Англії.
Першим англійським королем, який визнав законодавчо, що область данського права є не завойованою ворожою армією провінцією, а складовою частиною англійської монархії був Едгар (958—975), який і надав Данелагу внутрішню автономію у соціально-правових питаннях.
Нові набіги данців почались у 990-их роках. У 991 році данські війська розграбували західний Вессекс, що змусило англійських королів приступити до збирання «данських грошей» — першого історично відомого загального податку у Британії. Після цього набіги почастішали. У відповідь на вторгнення англосаксонський король Етельред II у 1002 році влаштував масові погроми данів, що проживали на території Англії. Але це не зупинило вікінгів й упродовж 1009—1012 років армія під командуванням Торкеля Довгого розоряла південні області країни. Обороноздатність країни та її моральний дух були підірвані. Коли на чолі армії вікінгів у 1013 році встав король Данії Свен, англосаксонська держава не змогла протистояти загарбникам. Жителі Данелагу й частина англосаксонських тенів перейшли на бік данів. Король Етельред II з родиною втік до Нормандії. Хоча по смерті Свена у 1014 році Етельред ненадовго відновив свою владу в Англії, у 1016 році військова знать і духовенство Вессексу й Данелагу визнали королем сина Свена Кнуда. Незважаючи на героїчний опір Едмунда Залізнобокого англосаксонські війська були розбиті, і країна була об'єднана під владою данської династії Кнута Великого. У період правління Кнута скандинавський елемент в англійській державі різко посилився, а провідні ролі в країні зайняла данська аристократія. На національних зборах в Оксфорді у 1018 році, у яких взяли участь і скандинавська, і англосаксонська знать королівства, було узгоджено умови співіснування двох націй в рамках єдиної держави. Данелаг остаточно увійшов до складу Англії.

## Особливості правової системи
Потрійний поділ Англії за принципом права, що застосовувалось, на Вессекс, Мерсію і Данелаг виник за часів правління Кнуда Великого (1016—1035), причому, якщо вессекське та мерсійське право відрізнялись одне від одного лише в незначних тонкощах, то Данелаг являв собою цілком особливу територію англосаксонського королівства. Правова система Данелагу базувалась на скандинавському праві. Спроби уніфікації правових систем обох частин держави, хоч і вживались деякими англосаксонськими монархами, були непослідовними та не привели до істотного зближення правових систем.
Відмінності в юридичній практиці областей данського права від решти території країни були досить численними. Так, у Данелагу штраф за вбивство людини визначався її соціальним статусом, а не соціальним статусом його сеньйора, як в інших регіонах країни. Тяжкість покарання за злочини, що належали до королівської юрисдикції, у Данелагу була значно вища, а сфера правопорушень, які складали виняткову компетенцію королівських судів, — набагато ширшою. Скандинавське походження мали багато юридичних термінів у Данелагу, а також деякі судові процедури (наприклад, «викуп права» звинувачуваним, що бажає захищатись у суді, практика гарантування права власності незалежними особами тощо).
Адміністративний поділ Данелагу також відрізнявся від решти Англії. Базовою адміністративно-територіальною одиницею був вепентейк, а не сотня, як в інших частинах країни, а графства на території данського права виникли як області, які займали окремі армії вікінгів у X столітті.
Для північних областей Данелагу була характерною власна система вергельдів, що не мала аналогів у англосаксонській Англії та відзначалась особливою деталізацією й колосальними розмірами штрафів за вбивство аристократів. Особливістю «Області П'яти бургів» була розгалужена організаця судової системи: від суду П'яти бургів, через суди графств та вепентейків до судових зборів жителів села. Саме в цьому регіоні прообраз журі присяжних, що складається з дванадцятьох найавторитетніших тенів вепентейку, які передавали до суду звинувачуваного і брали участь в ухваленні вироку. Інституція присяжних, яка пізніше стала однією з найважливіших особливостей англійського права, мала скандинавське походження й не була відома в інших областях країни у англосаксонський період.
Не можна сказати, що правова система Данелага була прямо запозичена зі Скандинавії. Так, нічого не відомо про застосування в Данелагу права одалю (невідчужувана родинна земельна власність), що було однією з головних відмінних рис ранньосредньовічного скандинавського права. Слабку роль також відігравали скандинавські тінги — народні збори. Уже законодавство Кнуда Великого, що стосується Данелагу, було виключно англосаксонським.
Юридичні особливості Данелагу відображали унікальність суспільства, що склалось у східних регіонах Англії, відмінного за етнічним складом та соціальною структурою від інших територій королівства.

## Специфіка соціальної структури
Головною відмінністю Данелагу в соціальному відношенні була істотна перевага вільного селянства у складі населення, тоді як в інших регіонах Англії частка вільних керлів до XI століття різко зменшилась, поступившись залежному селянству. Вільні землевласники Данелагу були нащадками солдат і колоністів скандинавського походження, які осіли на східно-англійських землях у IX столітті. Однак тут зберігся також і прошарок англосаксів, яким угодою 886 року було гарантовано рівноправ'я з данами.
Маноріальний тип господарства також не набув розповсюдження в областях дагського права, а феодалізація соціально-економічної системи протікала набагато повільнішими темпами, ніж на решті території країни. У той самий час, в економічному відношенні Данелаг, а особливо Саффолк, Норфолк та Лінкольншир, був одним з найбільш процвітаючих регіонів Англії: скандинавські переселенці перетворили пустирі й ліси на родючі землі та дещо вдосконалили культуру сільськогосподарського виробництва. На зміну англосаксонській гайді як базовій одиниці земельної ділянки прийшов скандинавський плугленд (англосакс.: plogesland; англ. ploughland), що відповідав території, яку обробляли за рік упряжкою восьми биків.
У середовищі вільного селянства областей данського права виділялась особлива категорія селян — сокмени (англ. sokeman), які, будучи особисто вільними, були зобов'язані виконувати деякі неважкі повинності своєму сеньйору (невелика річна рента, допомога на полях під час збирання врожаю). Сокмени мали повне право власності на свої земельні наділи й могли розпоряджатись ними на власний розсуд, стосунки сокмена зі своїм сеньйором були суто договірними, а залежність — вкрай слабкою. Головною особливістю статусу сокменів, яку виражено й у самій назві цього прошарку, було те, що вони подавали позови не до королівського суду, а до суду сеньйора, до юрисдикції якого була приписана територія проживання сокменів. Соціальний контраст Лестерширу в XI столітті, з його 2000 сокменів, і сусіднього Ворікширу, де не було жодного сокмена, відображав кардинальні відмінності між Данелагом і рештою території країни. Після нормандського завоювання сокмени поступово втратили свій особливий статус та злились із загальною масою залежних селян, однак у Східній Англії й «області П'яти бургів» вони збереглись до Пізнього Середньовіччя.